# Gösta Frändfors
Gösta Frändfors (Estocolmo, Suecia, 25 de noviembre de 1915-8 de agosto de 1973) fue un deportista sueco especialista en lucha libre olímpica donde llegó a ser subcampeón olímpico en Londres 1948.

## Carrera deportiva
En los Juegos Olímpicos de 1936 celebrados en Berlín ganó la medalla de bronce en lucha libre olímpica estilo peso pluma, tras el finlandés Kustaa Pihlajamäki (oro) y el estadounidense Francis Millard (plata). Posteriormente, tras el parón deportivo que supuso la Segunda Guerra Mundial, en las Olimpiadas de Londres 1948 ganó la medalla de plata en la categoría de peso ligero, tras el turco Celal Atik (oro).